# Śledź (turystyka)

Rożne rodzaje śledzi

Śledź – w turystyce przedmiot będący częścią namiotu, szpikulec, długi kawałek pręta lub zaostrzony kołek wbijany w ziemię, czasami z haczykiem lub otworkiem na końcu, wykonany zwykle z metalu, drewna, plastiku lub materiału kompozytowego. Śledzie służą do przytrzymania namiotu do ziemi, rozciągnięcia i wzmocnienia całej konstrukcji. Śledzie są albo bezpośrednio łączone z namiotem, albo z przymocowanymi do niego linkami. Zadanie śledzi mogą czasami spełniać inne stabilne przedmioty, takie jak wbite w ziemie małe kłody, wytrzymałe gałązki, krzewy itd.

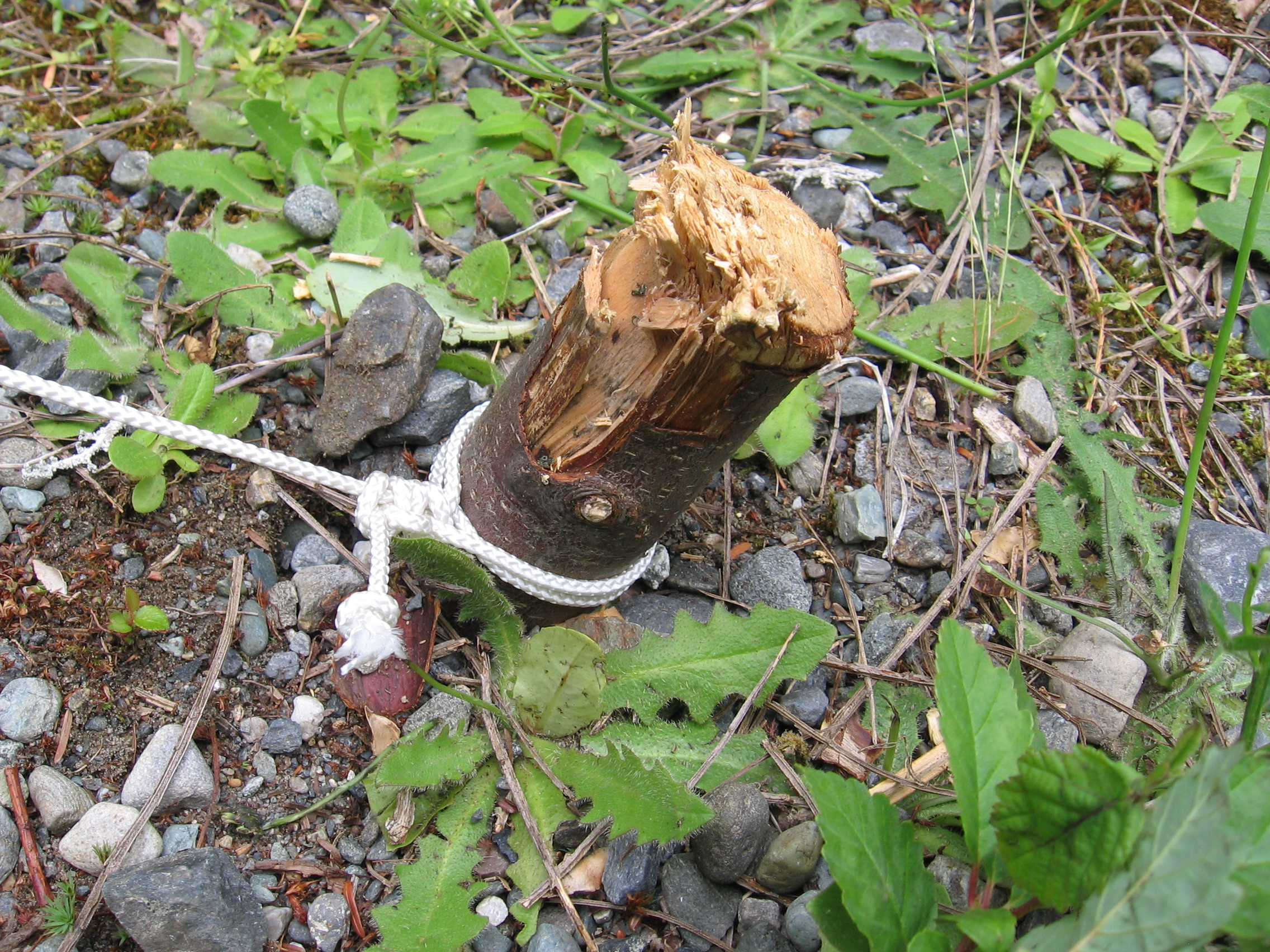
Alternatywą dla metalowych śledzi może być inny solidny przedmiot

## Użycie
Namioty są zazwyczaj przytwierdzane do ziemi zarówno bezpośrednio przy podstawie, jak i poprzez zestaw linek przyczepionych do namiotu. Śledzie mają zapobiec zawaleniu się namiotu, ochraniać konstrukcję przed silnymi wiatrami, deszczem i pomóc zachować jego kształt. 
Śledzie są zazwyczaj wbijane ręcznie, ale w przypadku większego namiotu i dużych śledzi może być potrzebne użycie specjalnego młotka. Jednak zbyt silnym wepchnięciu w ziemię śledzie mogą wygiąć się i zniszczyć.
W celu zminimalizowania szansy obsunięcia się linki ze śledzia, zaczepienie powinno znajdować się jak najbliżej ziemi. To zmniejsza nacisk na szpilę, która przy odpowiednio silnym naciągu może się obluzować i zostać wyrwana z podłoża. 

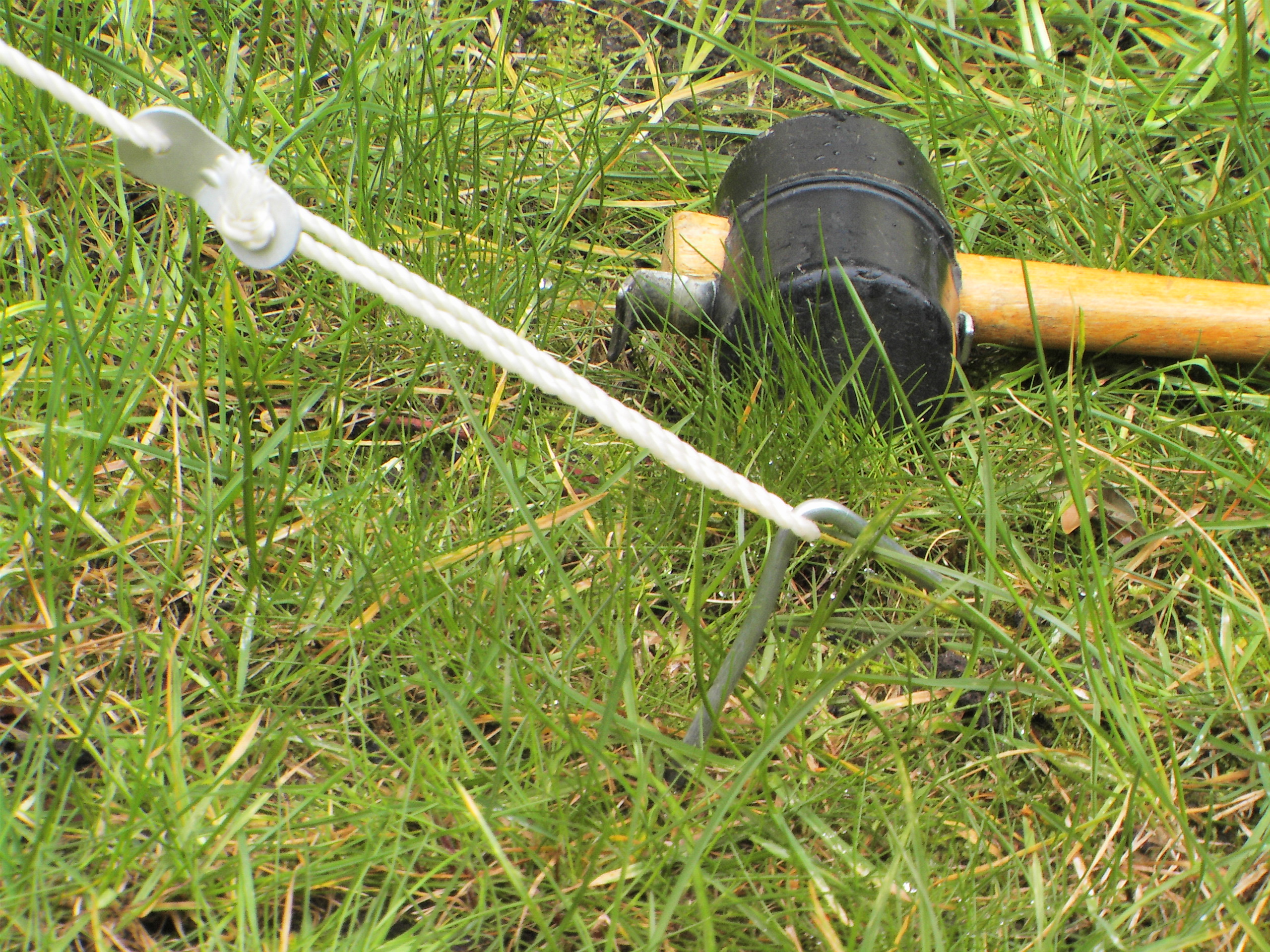
Śledź w ziemi

## Typy i budowa śledzi
Istnieje kilka rodzajów śledzi. Czynniki, które wpływają na ich formę to:
- typ podłoża, na jakim mają być używane – np. śnieg, miękka ziemia, piasek, twarda i/lub kamienista gleba itd.
- wielkość namiotu
- warunki pogodowe panujące w miejscu, w jakim ma stać namiot, np. siła wiejącego wiatru
- docelowy ciężar całego pakunku (namiotu, śledzi, stelaży itd.) – łatwość w transporcie.

Większość śledzi ma zaostrzone końce w celu łatwiejszego wbicia w ziemię, a także haczykowate zakończenie, aby linka czy pętelka nie zsuwały się ze szpikulca. Śledzie są z reguły budowane w taki sposób, żeby rozładowywały napięcie w podłożu, niż były ciągnięte za jeden koniec i podważane. Śledzie lepszej jakości mają symetryczne zakończenie w kształcie litery V, co gwarantuje lepszą stabilność, a także rozbudowany hak, który można również wbić w ziemię, dzięki czemu śledź posiada dwa punkty oporu. 

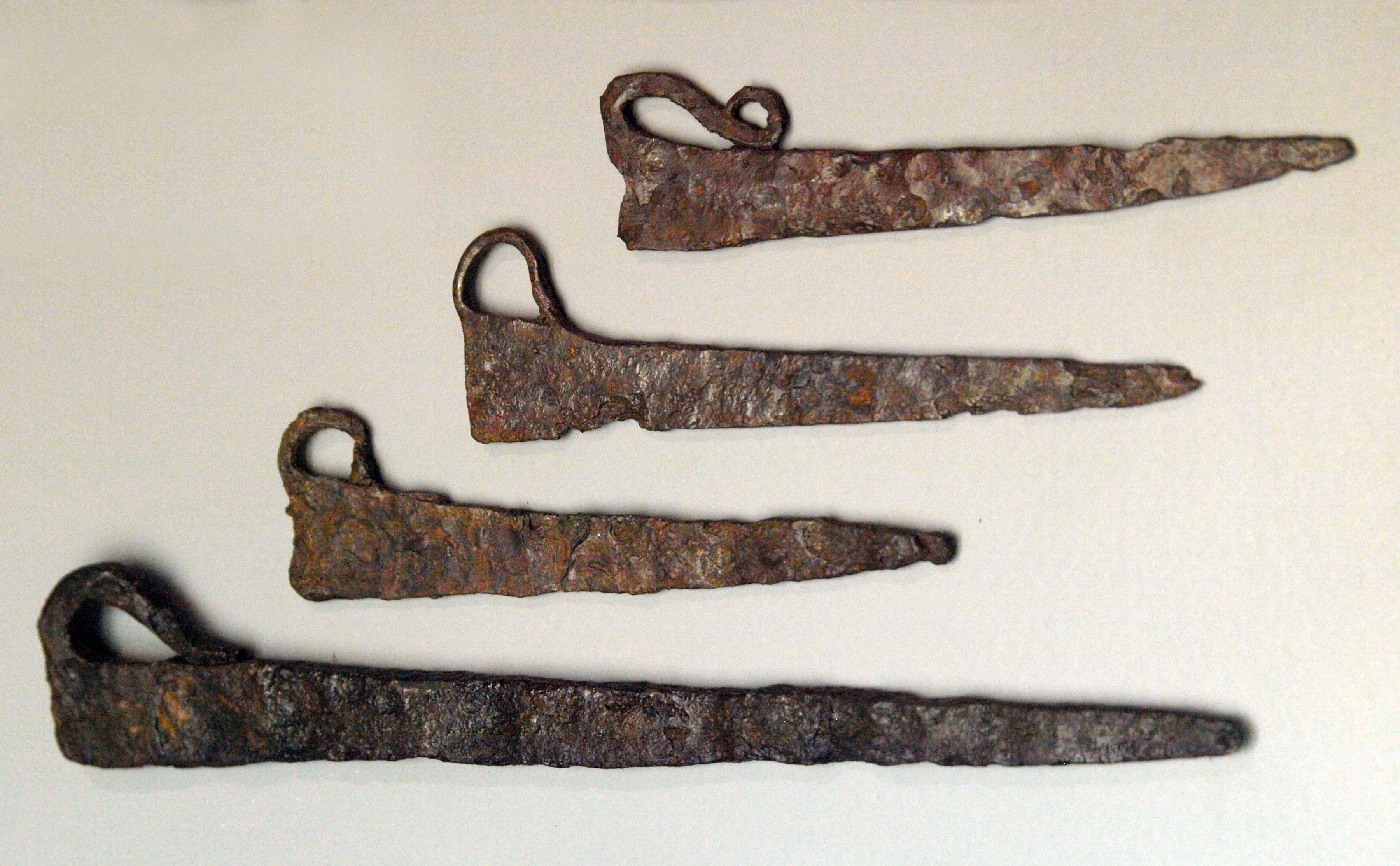
Rzymskie śledzie z II/III wieku n.e.

Długość śledzi zazwyczaj waha się między 150 a 490 mm, grubość między 1,6 a 3,2 mm dla śledzi płaskich i 4 a 11,2 mm dla prętów. W przypadku, gdzie waga ma szczególne znaczenie, używa się jeszcze mniejszych śledzi.
Śledzie są wykonywane m.in. ze stali, aluminium, żelaza, poliestru, plastiku i kompozytu.

## W historii
Dawne armie w pochodzie często używały namiotów jako prowizoryczny środek zakwaterowania. Istniała taktyka używana przez siły atakujące wrogie obozowisko polegająca na rozpoczęciu natarcia używając kawalerii. Jeźdźcy przejeżdżali szybko przez namioty, wyrywając śledzie z ziemi, doprowadzając tym samym do zawalenia namiotów na śpiących żołnierzy i spowolnienia mobilizacji wroga. Praktyka ta stała się później sportem jeździeckim (ang. tent pegging).   
W historii istnieją przypadki zabójstw za pomocą śledzi. W Księdze Sędziów zapisana jest historia Jaeli, żony Hebera, rzemieślnika zajmującego się wytwórstwem namiotów, która zabiła Sisera wbijając mu śledzia namiotowego w skroń podczas snu (4:21). W 1997 roku w Wielkiej Brytanii doszło do morderstwa 13-letniej Billie-Jo Jenkins za pomocą tego przedmiotu.
Są też historyczne przypadki użycia śledzi namiotowych jako prowizoryczne haki do wspinaczki, np. podczas oblężenia fortecy w Sogdianie i zejściu himalaisty Jean-Chrisophe Lafaille'a z góry Annapurna.